# Тираспольский общеобразовательный теоретический лицей
Тираспольский общеобразовательный теоретический лицей № 1 (ТОТЛ) — среднее учебное заведение Приднестровья. Первый теоретический лицей в Тирасполе, обучающий учеников 8-11 классов по трём направлениям: гуманитарное, физико-математическое, биолого-химическое. В лицее обучаются более 600 учеников, поступающих из разных школ после 7 класса на конкурсной основе.

## История
Теоретический лицей основан в 1991 году на базе бывшей Республиканской средней общеобразовательной школы-интерната спортивного профиля. Здание построено в 1981 году в Южном районе Тирасполя. При создании ТОТЛ был учтён опыт работы классических лицеев прошлого, а также Ришельевского лицея Одессы, лицеев Москвы и Нижнего Новгорода.
Первый выпуск состоялся в 1993 году. За всю историю лицея было подготовлено более 3000 выпускников, многие из которых стали студентами и выпускниками ведущих вузов России и Украины.
Среди выпускников учебного заведения много призёров республиканских и международных олимпиад по ряду предметов:
- фестиваль русского языка и языков государств-участников СНГ (г. Москва);
- международный конкурс сочинений Посольства Германии в Молдове (г. Кишинев);
- многопредметный турнир для учащихся 9-12 классов русских школ Молдовы по отбору на Международную олимпиаду стран СНГ и Балтии (г. Кишинев);
- интернет-олимпиада Государственного университета — высшей школы экономики (г. Москва);
- выездная олимпиада по математике Московского физико-технического института (г. Москва)[1]

Также среди выпускников лицея есть чемпионы мира и Европы по некоторым видам спорта, рекордсмены Книги рекордов Гиннесса.
В 2005 году лицей принимал участие в международной выставке «Образовательная среда» в Москве на ВВЦ.
В 2007 году ТОТЛ был одним из участников Дней Приднестровья в Москве.
В марте 2007 года при содействии Правительства Москвы и "Открытой русской школы" на базе теоретического лицея начал действовать Центр дистанционного российского образования для участников программы «Московский аттестат», всего в странах СНГ таких центров девять.
В 2008 году лицей стал призёром Всероссийского конкурса детских исследовательских работ им. Вернадского благодаря выпуску сборника исследовательских работ лицеистов «Ум, алчущий познаний» (проект директора ТОТЛ Бака Н. А., автор-составитель — Осмоловский М. В.).
С 2007 по 2009 годы лицеисты — призёры международного детского экологического форума «Зелёная планета».
В 2010 году в лицее было закрыто спортивное отделение.

## Отделения и особенности процесса обучения
Обучение в ТОТЛ уже в 1991 году было организовано по принципу вузовской подготовки: уроки велись и ведутся «парами», то есть по 85 минут; перед зимними и летними каникулами лицеисты сдают экзаменационные сессии, ряд тем лицеисты могут осваивать самостоятельно при помощи учебных сайтов.

Учебная подготовка направлена на углублённое освоение дисциплин той или иной образовательной области. 
- На гуманитарном отделении углублённо изучаются русский язык, русская литература, зарубежная литература, история, основы философии, риторика, мировая художественная культура. основы экономики.
- На физико-математическом отделении — алгебра, физика, информационные технологии, математическая логика, комбинаторика, основы программирования.
- На биолого-химическом отделении — биология, химия, экология, психология[5].

## Достижения
В 2010 году в рамках проведения культурно-просветительского проекта «Лучшая русская школа за рубежом: Россия-Приднестровье», лицей получил Гран-при и 100 000 рублей РФ на развитие образования.